# Bermudamysis speluncola
Bermudamysis speluncola är en kräftdjursart som beskrevs av Mihai Bacescu och Thomas M. Iliffe 1986. Bermudamysis speluncola ingår i släktet Bermudamysis och familjen Mysidae. IUCN kategoriserar arten globalt som akut hotad. Inga underarter finns listade i Catalogue of Life.